# Rørvig
Rørvig este un oraș în Danemarca.